# Antarchaea rhodarialis
Antarchaea rhodarialis là một loài bướm đêm trong họ Noctuidae.